# Nils Molander
Nils Edward Josef „Molle” Molander (Stockholm, 1889. június 22. – Stockholm, 1974. január 30.) Európa-bajnok, Spengler-kupa győztes és kétszeres olimpikon svéd jégkorongozó.
Először olimpián az 1920-as nyárin vett részt a svéd jégkorongcsapatban. Első mérkőzésükön, ami a negyeddöntő volt, a belga csapatot verték 8–0-ra. Az elődöntőben a franciákat verték 4–0-ra. A döntőben kikaptak a kanadaiaktól 12–1-re. A lebonyolítás érdekessége, hogy ezután nem kapták meg az ezüstérmet, hanem még játszaniuk kellett érte. Így az ezüstmérkőzésen az amerikaiaktól 7–0-ra kikaptak. Ezután már a bronzéremért kellett játszaniuk egy mérkőzést, amin a svájci csapatot verték 4–0-ra. A bronzmérkőzésen viszont kikaptak a csehszlovákoktól, és így a 4. helyen zártak.
A következő olimpián, jégkorongban szintén a 4. lett a svéd csapat. Első mérkőzésükön a svájciakat verték 9–0-ra, utána Kanadától kikaptak 22–0-ra, majd a csehszlovákokat verték 9–3-ra. Ezután jött a négyes döntő, ahol a kanadaiak elleni mérkőzés beszámított, így játszottak az amerikaiak ellen, ami 20–0-s vereség lett, majd a britek is megverték őket 4–3-ra.
1922-ben ezüstérmet szerzett a jégkorong-Európa-bajnokságon, 1923-ban Európa-bajnok lett.
1924-ben, 1926-ban és 1928-ban Spengler-kupa győztes lett a berlini hokicsapattal.